# Río Trevélez
El río Trevélez es un corto río montañoso de la península ibérica que transcurre íntegramente por la provincia de Granada, comunidad autónoma de Andalucía, en el sur de España, regando la comarca de la Alpujarra Granadina. Nace en la zona central de Sierra Nevada y desemboca en el río Guadalfeo.

## Curso
Se forma en la zona alta de Sierra Nevada, en un amplio anfiteatro de cimas, entre las que se encuentran el Mulhacen (3479 m) y la Alcazaba (3371 m), tras la unión de diversos arroyos y barrancos procedentes de las lagunas de alta montaña que predominan en la cara sur del macizo. Estas lagunas ocupan pequeños circos glaciares. De oeste a este tenemos los de la Cañada de Siete Lagunas, origen del río Culo de Perro, el Goterón, río del Infierno o Goterón, Las Calderetas, Vacares, Juntillas (río Juntillas) y del Puerto (río de Jérez). La cabecera de este río es la más abundante en lagunas de Sierra Nevada entre las que destacan la Hondera, , Borreguil y Altera, en la Cañada de Siete Lagunas, las tres Calderetas, la de Vacares y la de Jumillas  que es una de las más alejadas y recónditas de Sierra Nevada (junto a Cerro Pelado), está considerada el nacimiento del río. 
Aguas abajo del pueblo el río se encaja en un profundo y oscuro cañón, solamente practicable con muy depuradas técnicas de escalada y barranquismo, sumamente peligroso además por la fuerza de la corriente durante el deshielo y por la baja temperatura de las aguas. Más abajo recibe al río Bermejo y a su principal afluente el río Poqueira, con el que se une un poco antes de su desembocadura en el Guadalfeo. 

## Caudal
Todo el alto valle del Trevélez es de una gran belleza. Por la gran extensión y cota de media de cuenca, con elevadas tasas de precipitación en gran parte en forma de nieve, el Trevélez es uno de los ríos más caudalosos de la provincia de Granada. Desde muy antiguo se reguló intensamente a través de su derivación por multitud de acequias de careo y riego. La confluencia del río de Juntillas con el de Jérez o del Puerto, da lugar al río Trevélez, considerado el más alto de España (1478 m). 

## Senderismo
Existe una ruta que recorre parte del río Bermejo entre Pórtugos y Capilerilla.

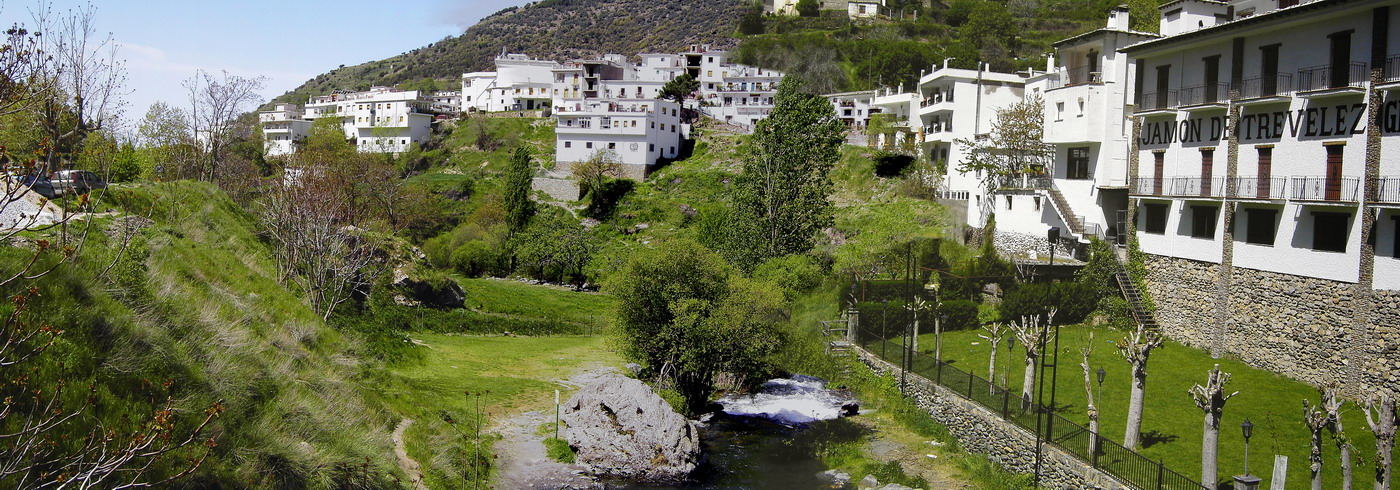
El río Trevélez a su paso por la localidad homónima.